# 391 f.Kr.

## Händelser

### Efter plats

#### Persiska riket
- Den persiske satrapen Struthas för en antispartansk politik, vilket leder till att spartanerna beordrar Thibron (den spartanske guvernören över städerna i Jonien) att anfalla honom. Thibron härjar framgångsrikt persiskt territorium ett tag, men dödas, tillsammans med några av sina närmaste män, när Struthas överfaller dem.
- Evagoras från Salamis och perserna bekämpar varandra för att få kontroll över Cypern. Med stöd av atenarna och egyptierna utökar Evagoras sitt styre över större delen av och flera städer i Mindre Asien.

#### Grekland
- Den atenske generalen Ifikrates vinner, med en styrka bestående nästan uteslutande av lätta trupper och peltaster (spjutkastare), en avgörande seger mot det spartanska regemente som har stationerats vid Lekaion i slaget vid Lekaion, vilket blir första gången lätt infanteri besegrar en enhet grekiska hopliter.
- Ifikrates drar också i fält mot Flios och Arkadien, krossar deras arméer och plundrar arkadiernas territorium, när de vägrar strida mot hans trupper. Efter denna seger marscherar en argisk armé till Korinth och enar Argos och Korinth, efter att ha erövrat stadens akrokorinth.

#### Sicilien
- Tyrannen Dionysios I av Syrakusa inleder ett försök att utöka sitt styre till att omfatta även de grekiska städerna i södra Italien och börjar därför utan framgång belägra Rhegium.

#### Romerska republiken
- Den romerske diktatorn Marcus Furius Camillus anklagas för att fördela krigsbytet från segern vid Veii orättvist. Han går därför i frivillig exil.
- Quintus Fabius Ambustus och två andra fabier skickas av Rom som ambassadörer till en vandrande stam kelter (vilka romarna kallar galler) under Brennus, som är på väg nerför Tibern medan den keltiska armén belägrar Clusium. Efter att Quintus Fabius har involverats i ett bakhåll mot gallerna och har dödat en av deras ledare kräver gallerna att Rom skall utlämna de ansvariga fabierna till dem. Romarna vägrar, så gallerna marscherar mot Rom.

## Avlidna
- Thibron, spartansk general
- Mozi, kinesisk filosof (död omkring detta år)